# Gabriel Machado
Gabriel Teixeira Machado  (Porto Alegre, 2 de septiembre de 1989), conocido simplemente como Machado,es un futbolista brasileño. Posee también la nacionalidad italiana. Juega de delantero y su actual equipo es el Syrianska FC
Debutó con el Esporte Clube Juventude a la edad de 17 años.

## Carrera

### Inicios en Brasil
A los nueve años comenzó a jugar en las categorías inferiores del Esporte Clube Internacional, y con catorce fue fichado por el Juventude. En 2005 jugó la Copa Internacional Ciudad de Canoas - SUB 17 en la fase de Sport Club Ulbra con la selección Gaucha Sub-17.
Debutó profesionalmente en 2007 con Juventude en el Campeonato Gaucho. En su primera temporada jugó en siete partidos del Campeonato Gaúcho anotando 3 goles en uno de los principales equipos (Juventude) del campeonato. Llegó hasta la final del Campeonato Gaucho que disputó contra el Grêmio y donde marcó un gol. También jugó el Campeonato Brasileño de 2007 donde pierde la categoría con el Juventude

### Europa
En enero de 2008, con solo 18 años fichó por el Grasshopper de Zúrich, equipo con el mayor número de títulos ganados en Suiza. En Zürich Gabriel jugó la Copa de la UEFA contra el Lech Poznań y la Copa Intertoto de la UEFA. Después fue cedido al Nyon en 2009, donde jugó 10 partidos anotando 4 goles.
Al volver al Grasshopper jugó una temporada y firmó contrato con la Universitatea Cluj, club de la Liga I de Rumanía. En la temporada 2009/2010, Gabriel Machado entró en la historia del club al ser el extranjero con más goles anotados. Machado fue elegido como mejor jugador por el público en la ronda 11 y el mejor jugador de la Liga 2 en la temporada 2009/2010. Después de esta temporada recibe propuestas para jugar en Italia y también se plantearon su nacionalización para jugar con la selección de Rumanía.
En enero de 2013 ficha por el Rayo Vallecano de Madrid para jugar en la Primera División de España.
En agosto de 2013 se cierra según Syrianska FC para jugar club de La Liga Allsvenskan.

## Clubes
| Club                     | País    | Año       |
| ------------------------ | ------- | --------- |
| Juventude                | Brasil  | 2007      |
| Grasshopper Zúrich       | Suiza   | 2008-2009 |
| FC Stade Nyonnais        | Suiza   | 2009      |
| Universitatea Cluj       | Rumanía | 2009-2011 |
| FC Steaua București      | Rumanía | 2011-2012 |
| FC Steaua București      | Rumanía | 2012      |
| Rayo Vallecano de Madrid | España  | 2013      |
| Syrianska FC             | Suecia  | 2013-     |

## Palmarés
Juventude
- Campeonato Gaúcho de Futebol de 2007 - Subcampeón

Seleção Gaúcha
- Copa Internacional Cidade de Canoas - Subcampeón

Universitatea Cluj
- Universitatea Cluj - Campeón Liga 2